# Marcelino Vieira
Marcelino Vieira là một đô thị thuộc bang Rio Grande do Norte, Brasil. Đô thị này có diện tích 345,707 km², dân số năm 2007 là 8048 người, mật độ 23,3 người/km².